# Jan De Berlangeer
Jan De Berlangeer, est un homme politique belge flamand, ex-membre de la Volksunie qui passa à sa disparition au Vlaams Blok. 
Son épouse Maria De Berlangeer-Lichtert fut poursuivie en 2006 pour avoir fait le salut hitlérien lors de sa prestation de serment au conseil communal de Jette, mais acquittée en 2008.

## Fonctions politiques
- Conseiller CPAS à Jette
- Membre du conseil d'agglomération de Bruxelles (avant 1985).
- Membre du Parlement de la Région de Bruxelles-Capitale :
  - du 12 juillet 1989 à juillet 1999 en suppléance de Vic Anciaux